# ويليام سميث (سياسي أمريكي مواليد 1824)
ويليام سميث (بالإنجليزية: William Smyth)‏ هو قاضي ومحامي وسياسي أمريكي، ولد في 3 يناير 1824، وتوفي في 30 سبتمبر 1870 في ماريون في الولايات المتحدة. نشط حزبياً في الحزب الجمهوري. وقد انتخب عضو مجلس النواب الأمريكي.